# Colobostema altiscutum
Colobostema altiscutum är en tvåvingeart som beskrevs av Cook 1978. Colobostema altiscutum ingår i släktet Colobostema och familjen dyngmyggor.
Artens utbredningsområde är Nepal. Inga underarter finns listade i Catalogue of Life.